# 金乙粉
金乙粉（韓語：김을분，1926年6月26日—2021年4月17日），因參演韓國2002年的電影《有你真好》而知名。

## 生平

### 早年生涯
金乙粉在1926年6月生於忠清北道永同郡，其後一直在永同山村的祖家裏生活，是一個普通人。《有你真好》的導演在受訪時曾提及，她只擁有家庭電話作聯絡之用，並沒有使用手機。2002年，她在李貞香導演的電影《有你真好》中飾演不會說話、不會讀書的外婆，與當時8歲的演員俞承豪合作。電影中，俞承豪向她比劃着雞的模樣說「想吃炸雞」，但不知道什麼是炸雞的她煮了清燉雞的場面被認為是電影的經典場面。

### 電影《有你真好》
在電影拍攝結束後，金乙粉因為與導演、俞承豪及工作人員產生感情，在需要分別時感到非常傷心。而在電影上映時，她經歷了人生第一次去電影院和試映會的體驗。然則，隨著電影取得意外的成功，她的生活開始受周邊的人困擾。她與永同的村民一起坐公車回家時，所有人都問她賺了多少錢，但因為她沒有回答，所以他們覺得金乙粉收了很多錢。同時，在試映會記者招待會上亦有記者提問出演費的事，電影製作公司社長更稱「給的太多了，沒法說」，所以開始出現她收取巨額出演費的印象。
2002年5月，她獲第39屆大鐘獎提名為新人女演員獎候選人，是歷屆大鐘獎中年紀最大的新人獎候選人。

### 離開故鄉
同月，其孫女撰文指出她們家因為電影成功而變得不幸，最後因忠清北道和電影製作公司有意將其故鄉變成觀光景點，以及經常有健壯的男人在屋外探頭探腦，因此其家人都感到擔心和不安。
尤其，韓國在2001年2月曾發生「山村少女英子」事件，事件主角是在江原道三陟市鄉間生活，只靠挖田和草藥生活的農村少女，在2000年7月出演KBS 2TV的紀錄節目播出後成為有名的人。其父在2001年2月被殺，在經歷連串不幸後最後因認為「世界太可怕」而離開塵世，皈依附近某山寺成為尼姑。
因此，她們最後作出不得不離開故鄉的決定。之後，她們一家遷到首爾近郊居住。

### 往後生活
2008年，她與俞承豪時隔6年後重逢，俞承豪為她準備了禮物和朗讀親自寫的信等。2016年，首爾市松坡區丙選區韓國國會議員李根植曾探望她，透露她居於該區的老人院之中，而九旬的金乙粉亦能無礙地生活，並指俞承豪會偶爾到老人院送她牛肉。

### 逝世
2021年4月17日，金乙粉因年老於首爾自然離世，享年94歲。灵堂设于江东圣心医院。

## 外部連結
- 金乙粉在互联网电影资料库（IMDb）上的資料（英文）